# 銀牙傳說
《銀牙傳說》是高橋義廣所作的漫畫作品系列。

## 作品
- 《銀牙》:1983年至1987年於集英社週刊少年Jump連載。1986年動畫化。
- 《銀牙傳說WEED》:1999年至2009年於日本文藝社（日语：日本文芸社）週刊漫畫GORAKU（日语：週刊漫画ゴラク）連載。2005年動畫化。
- 《銀牙傳說WEED-ORION（日语：銀牙伝説WEEDオリオン）》2009年至2014年於日本文藝社（日语：日本文芸社）週刊漫畫GORAKU（日语：週刊漫画ゴラク）連載。
- 《銀牙〜THE LAST WARS〜（日语：銀牙〜THE LAST WARS〜）》2015年至2018年於日本文藝社（日语：日本文芸社）週刊漫畫GORAKU（日语：週刊漫画ゴラク）連載。
- 《銀牙傳說NOAH（日语：銀牙伝説ノア）》2019年開始於日本文藝社（日语：日本文芸社）週刊漫畫GORAKU（日语：週刊漫画ゴラク）連載。